# Echenais hübneri
Echenais hübneri är en fjärilsart som beskrevs av Butler 1867. Echenais hübneri ingår i släktet Echenais och familjen Riodinidae. Inga underarter finns listade i Catalogue of Life.